# 텔레파시

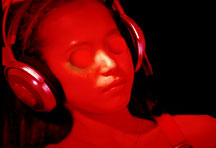

텔레파시(영어: telepathy, 그리스어 낱말 τηλε이 기원, 텔레/tele는 "먼 거리"를 뜻하며 파시/πάθη/pathe는 "경험""을 뜻한다.) 또는 정신 감응은 우리에게 알려져 있는 언어나 동작 등을 통하지 않고도 한 사람의 생각, 말, 행동 따위가 멀리 있는 다른 사람에게 전이(transmission)되는 심령 현상을 말한다.

## 같이 보기
- 육신통
- 초심리학
- 투시
- 사이코 메트리